# Diada de Tots Sants
La diada de Tots Sants és una diada castellera organitzada pels Castellers de Vilafranca que té lloc cada 1 de novembre a la Plaça de la Vila de Vilafranca del Penedès. En l'actuació hi prenen part quatre colles: els Castellers de Vilafranca com a amfitrions i tres colles convidades.

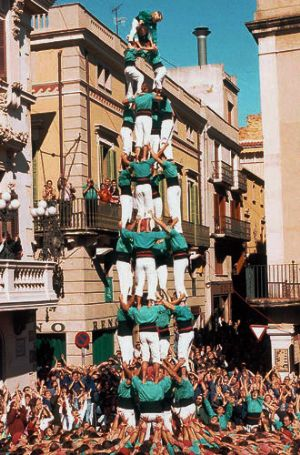
4 de 9 sense folre carregat pels Castellers de Vilafranca a la Diada de Tots Sants del 2002.

La diada de Tots Sants representa l'última diada de l'any per als Castellers de Vilafranca. Al llarg dels anys, ha servit a la colla per intentar castells que no assolits al llarg de la temporada o bé per intentar castells límit mai intentats abans. Així, la diada de Tots Sants ha viscut els primers intents de la història de castells com la torre de nou amb folre i manilles, el 4 de 9 amb folre i l'agulla, el 7 de 9 amb folre, el 4 de 10 amb folre i manilles i el pilar de 9 amb folre, manilles i puntals.

## Històric de diades
| Colla                    | 1a ronda    | 2a ronda | 3a ronda  | Ronda de repetició | Ronda de pilars |
| ------------------------ | ----------- | -------- | --------- | ------------------ | --------------- |
| Castellers de Vilafranca | 3d10fm (id) | Td9fm    | 4d9sf     | 3d10fm             | Pd8fm           |
| Capgrossos de Mataró     | 4d9f        | 3d9f     | 4d8a      |                    | Pd8fm (c)       |
| Xiquets de Tarragona     | 2d8f        | 5d8 (id) | 3d8       | 4d8                |                 |
| Castellers de Sants      | 5d8         | 4d9f     | 3d9f (id) | 3d9f               |                 |

2020: La diada castellera de Tots Sants es va suspendre a causa de les restriccions sanitàries causades per la Covid-19.
| Colla                    | 1a ronda | 2a ronda  | 3a ronda | Ronda de repetició | Ronda de pilars |
| ------------------------ | -------- | --------- | -------- | ------------------ | --------------- |
| Castellers de Vilafranca | 4de8a    | 3de9f (i) | tde8f    | 4de8               | Pde6            |
| Capgrossos de Mataró     | 5de7     | 2de7      | 4de7a    | vde5               |                 |
| Xiquets de Tarragona     | 4de7a    | 2de7 (id) | 2de7     | 5de7               | vde5            |
| Castellers de Sants      | 5de7     | 4de7a     | 4de7     | 3pde4              |                 |

| Colla                    | 1a ronda     | 2a ronda    | 3a ronda | Ronda de repetició | Ronda de pilars |
| ------------------------ | ------------ | ----------- | -------- | ------------------ | --------------- |
| Castellers de Vilafranca | 3de10fm (id) | 3de10fm (c) | 2de9fm   | pde9fmp (c)        | vde5            |
| Capgrossos de Mataró     | 5d8          | 3d9f        | 4d8      |                    | vde5            |
| Xiquets de Tarragona     | 5de8 (id)    | 5d8         | 3d9f (c) | 4d8                | vde5            |

| Colla                    | 1a ronda     | 2a ronda | 3a ronda  | Ronda de repetició | Ronda de pilars |
| ------------------------ | ------------ | -------- | --------- | ------------------ | --------------- |
| Castellers de Vilafranca | 3de10fm (id) | 3de10fm  | 9de9f (c) | 4de9sf (id)        | pde8fm          |
| Capgrossos de Mataró     | 3de9f        | tde9fm   | 4de9f     |                    | pde6            |
| Xiquets de Tarragona     | 7de8         | 4de9f    | 3d9f      |                    | 3pde5(i+id)     |
| Castellers de Sants      | 4de8         | 3de8     | 7de8      |                    | vde5            |

| Colla                    | 1a ronda   | 2a ronda     | 3a ronda     | Ronda de repetició | Ronda de repetició | Ronda de pilars |
| ------------------------ | ---------- | ------------ | ------------ | ------------------ | ------------------ | --------------- |
| Castellers de Vilafranca | 4de10fm    | 3de10fm (id) | pde9fmp (id) | 4de9sf (id)        | 4de9fa             | pde8fm          |
| Capgrossos de Mataró     | 3de9f      | tde9fm       | 5de9f        |                    |                    | pde6            |
| Xiquets de Tarragona     | 7de8       | 5de8 (id)    | 5de8 (id)    | 4de8               | 3de8               | vde5            |
| Castellers de Sants      | 4de9f (id) | 4de9f        | 7de8         | 2de8f              |                    | vde5            |